# Вяземский, Юрий Павлович
Ю́рий Па́влович Си́монов (Вя́земский) (род. 5 июня 1951, Ленинград, РСФСР, СССР) — советский и российский писатель, философ, телеведущий. Кандидат исторических наук, профессор, заведующий кафедрой мировой литературы и культуры факультета международной журналистики Московского государственного института международных отношений (МГИМО) МИД России. Заслуженный работник культуры Российской Федерации (2006). Автор и бессменный ведущий телевизионной программы «Умницы и умники» (с 1992 года).

## Биография
Родился 5 июня 1951 года в Ленинграде (ныне Санкт-Петербург).
Сын советского психофизиолога, биофизика, психолога, академика Павла Васильевича Симонова (1926—2002) и Ольги Сергеевны Вяземской (1924—1991).
Окончил факультет международной журналистики МГИМО. В 1978 году там же защитил диссертацию на соискание учёной степени кандидата исторических наук по теме «Идейно-политическая борьба в рабочем движении скандинавских стран по проблемам западноевропейской интеграции (конец 1960-х — начало 1970-х годов)» (специальность 07.00.04. — История коммунистического и рабочего движения и национально-освободительных движений).
Работал в журнале «Международная жизнь». В 1988 году создал свою первую телепрограмму для юношества — «Образ».
Автор и ведущий телеолимпиады для старшеклассников «Умницы и умники»; в 1996, 2006, 2014 и 2016 годах телепередача стала обладателем телевизионной награды «ТЭФИ» в номинации «Лучшая программа для детей», в 2002 году — в номинации «Лучшая просветительская программа».
Снялся в эпизоде в художественном фильме «Баламут» (1978) в роли преподавателя английского языка.
В разной степени владеет пятью языками: английским, французским,
шведским, немецким и испанским.
С 26 июля 2010 года — член Патриаршего совета по культуре Русской православной церкви.

## Общественная позиция
В 2022 году поддержал военную агрессию России против Украины, возложив вину за неё на «опереточного короля президента Зеленского» и на США, которые «хотят уничтожить Путина и поставить на колени Россию». В качестве фактора, влияющего на длительность «спецоперации», он назвал то, что «на Украине масса оголтелых националистов, бандеровцев», которых, возможно, всех придётся ликвидировать.
В 2018 и 2024 году был доверенным лицом кандидата в президенты России Владимира Путина.

## Награды
- Орден Александра Невского (5 июня 2021 года) — за большой вклад в развитии средств массовой информации и многолетнюю плодотворную деятельность[11]
- Орден Дружбы (18 декабря 2008 года) — за заслуги в области образования, науки и большой вклад в подготовку квалифицированных специалистов[12]
- Заслуженный работник культуры Российской Федерации (27 ноября 2006 года) — за большой вклад в развитие отечественного телерадиовещания и многолетнюю плодотворную работу[1]
- Премия Правительства Российской Федерации за значительный вклад в развитие российской культуры (17 декабря 2021 года) — за создание телевизионной гуманитарной олимпиады школьников «Умницы и умники»[13]
- Орден святого благоверного князя Даниила Московского III степени (2011)[14]
- Орден святителя Иннокентия, митрополита Московского и Коломенского, I степени (2016)[15].
- Орден святого благоверного князя Даниила Московского I степени (2021)[16].
- Премия имени Анатолия Лысенко (2025) — в номинации «За личный вклад»[17][18][19][20][21].

## Творческая деятельность
Автор ряда художественных произведений (повесть «Шут», «Банда справедливости», «Пушки привезли», роман «Детство Понтия Пилата. Трудный вторник» и др.), а также научных и научно-популярных работ («Происхождение духовности», «Вооружение Одиссея» и др.). Автор сценария к советскому художественному фильму «Шут», снятому режиссёром Андреем Эшпаем в 1988 году.

## Книги
- Странные умники: Сборник. — М.: АСТ, АСтрель, 2009. — ISBN 978-5-17-058684-4, ISBN 978-5-271-23466-8, ISBN 978-985-16-7061-7
- Сладкие весенние баккуроты: Великий понедельник. — М.: Рипол классик, 2008. — ISBN 978-5-386-00440-8
- Детство Понтия Пилата. Трудный вторник. — М.: АСТ, 2010. — ISBN 978-5-17-059764-2, ISBN 978-5-17-0599764-2 (ошибоч.), ISBN 978-5-271-24070-6
- Бэстолоч. — М.: АСТ, 2010. — ISBN 978-5-17-064606-7, ISBN 978-5-271-26544-0, ISBN 978-985-16-8091-3
- Бедный попугай, или Юность Пилата. Трудный вторник. — М.: АСТ, Астрель, 2012. — ISBN 978-5-271-41582-1
- Великий любовник. Юность Понтия Пилата. — М.: АСТ, Астрель, 2013. — ISBN 978-5-271-39903-9

## Публикации в прессе
- Юрий Вяземский. «Прощать — предпоследняя ступенька к Богу». Журнал «Фома» // foma.ru (20 августа 2012 года)
- Юрий Вяземский. «Атеизм или квазирелигия». Журнал «Фома» // foma.ru (11 сентября 2012 года)
- Юрий Вяземский. «Если ты не видишь, что твоя душа — вечна, тебя фактически нет». Журнал «Фома» // foma.ru (28 августа 2013 года)
- Юрий Вяземский. «Церковь и моська». Журнал «Фома» // foma.ru (13 февраля 2014 года)
- Марина Седнева. Незнакомый Вяземский: о чём думает ведущий «Умниц и умников»? // ИА ЯРКУБ : сайт. — 2016. — 25 марта.

## Семья
Родной брат актрисы, народной артистки РФ Евгении Симоновой (род. 1 июня 1955). Жена — Татьяна Александровна Смирнова (1951—2023) — исполнительный директор студии «ТВ-Образ», шеф-редактор программы «Умницы и умники». Есть две дочери — Анастасия и Ксения, а также пасынок — Сергей. Внуки — Сергей (1994), Элиза и Ольга (2001).
Внук  Сергея Михайловича Вяземского — историка, коллекционера, краеведа Санкт-Петербурга,